# Bến Tre
Bến Tre es una ciudad de Vietnam localizada en el delta del río Mekong, al sur del país. Es la capital de la provincia con el mismo nombre y está situada 85 kilómetros al sur de la ciudad Ho Chi Minh.
La ciudad es caracterizada por los canales, donde la mayoría de los bienes son transportados por botes y barcazas. 
La población en 2010 era de aproximadamente 116.000 habitantes. La población de Bến Tre incluye personas de etnia vietnamita, china y jemer. 

## Historia
Desde 1757, Bến Tre formaba parte del cantón de Tân An, distrito de Định Viễn, bajo la provincia de Long Hồ. En 1832, la isla An Hóa, actualmente parte de Bến Tre, se incorporó al distrito de Kiến Hòa. Durante la ocupación francesa en 1867, Bến Tre fue establecido como distrito y, en 1900, se convirtió oficialmente en provincia. Tras varios cambios administrativos, la provincia fue renombrada como Kiến Hòa en 1956 y posteriormente volvió a llamarse Bến Tre en 1975.

## Cultura y turismo
La cocina local destaca por platos como el "dulce de coco" y diversas preparaciones a base de este fruto.
Bến Tre ofrece experiencias como paseos en bote por sus numerosos canales, visitas a jardines de cocos y la oportunidad de interactuar con la cultura local en un entorno natural.